# Grande Remontrance
La Grande Remontrance (The Grand Remonstrance) est le nom d'une déclaration votée par le Long Parlement anglais le 21 novembre 1641 et présentée au roi Charles Ier le 1er décembre 1641. C'est l'un des textes majeurs de l'histoire constitutionnelle de la Grande-Bretagne exprimant la position de l'opposition au roi au début de la première révolution anglaise (ou Grande Rébellion).
Ce texte fut voté à une courte majorité. Le 4 janvier 1642, Charles Ier tente de faire arrêter cinq députés (en) considérés comme les meneurs de l'opposition dont John Pym et John Hampden pour haute trahison.

## La pétition
La Grande Remontrance proprement dite est précédée d'une pétition de la Chambre des communes, au texte novateur :
« Nous, les Communes d’Angleterre, assemblées en Parlement… » dénonçons « un parti corrompu et malintentionné » qui complote « pour changer la religion et le gouvernement ». Ce parti « favorisant l’accroissement du papisme », dont les dirigeants sont « les jésuites et autres émissaires de Rome », a corrompu « divers évêques et autres personnages occupant la première place dans l’église », mais aussi « certains des émissaires du Conseil du roi et dans d’autres postes de confiance » dans l’entourage du roi. Ce parti est responsable de la division et de la guerre entre les royaumes d’Angleterre et d’Écosse, qui entraîne de grandes dépenses. 
La pétition demande au roi premièrement « que les évêques soient dépouillés du droit de voter au parlement », de restreindre leur pouvoir sur le clergé, pouvoir qui porte préjudice à « la juste liberté du peuple », « d’abolir les abus qu’ils ont introduits dans la religion, le gouvernement de l’Église, la discipline ecclésiastique », « de supprimer les cérémonies superflues et inutiles » ; deuxièmement « d’éloigner de son Conseil ceux qui persistent à soutenir ou à favoriser les oppressions et les abus dont le peuple a été affligé » et à l’avenir « de s'engager à employer pour les affaires publiques et à s’entourer de gens auxquels le Parlement accorde sa confiance ». 
Les Communes demandent donc un droit de destitution des conseillers du roi et un droit sur la nomination de ces ministres, nouveautés majeures qui constituent les premières bases d’une monarchie constitutionnelle, le roi perdant le contrôle de l'exécutif au profit du Parlement.
En rapport direct avec l’actualité, la rébellion irlandaise ayant commencé, les Communes demandent que les domaines confisqués des rebelles irlandais le restent au profit de la Couronne pour venir en diminution des charges que les contribuables anglais doivent supporter dans cette guerre. 
La pétition affirme qu’à ces conditions le Parlement votera les dépenses nécessaires à cette guerre.